# Општина Халиско (Најарит)
Халиско (шп. Xalisco) општина је у Мексику у савезној држави Најарит. Општина се налази на надморској висини од 995 м.

## Становништво
Према подацима из 2010. у општини је живело 49102 становника.

### Хронологија
| Година       | 2000                  | 2005                  | 2010                  |
| ------------ | --------------------- | --------------------- | --------------------- |
| Становништво | 37664 (18470 / 19194) | 42893 (20865 / 22028) | 49102 (24037 / 25065) |

### Попис
| \| \| м \| \| \| ж \| \| 0—2 \| 1.489 \| \| \| 1.414 \| \| 3—5 \| 1.607 \| \| \| 1.442 \| \| 6—11 \| 3.021 \| \| \| 3.008 \| \| 12—14 \| 1.418 \| \| \| 1.428 \| \| 15—17 \| 1.535 \| \| \| 1.552 \| \| 18—24 \| 3.050 \| \| \| 3.186 \| \| 60+ \| 1.891 \| \| \| 1.964 \| \| Просек : \| 28,1 \| \| \| 29,0 \| |       |  |  |       |
| |       |  |  |       |
| | м     |  |  | ж     |
| 0—2 | 1.489 |  |  | 1.414 |
| 3—5 | 1.607 |  |  | 1.442 |
| 6—11 | 3.021 |  |  | 3.008 |
| 12—14 | 1.418 |  |  | 1.428 |
| 15—17 | 1.535 |  |  | 1.552 |
| 18—24 | 3.050 |  |  | 3.186 |
| 60+ | 1.891 |  |  | 1.964 |
| Просек : | 28,1  |  |  | 29,0  |

| #   | Индикатор                                                                                        | Вредност |
| --- | ------------------------------------------------------------------------------------------------ | -------- |
| 1   | Становништво од 0 до 2 године                                                                    | 2903     |
| 2   | Мушко становништво од 0 до 2 године                                                              | 1489     |
| 3   | Женско становништво од 0 до 2 године                                                             | 1414     |
| 4   | Становништво са 3 и више година                                                                  | 45655    |
| 5   | Мушко становништво са 3 и више година                                                            | 22277    |
| 6   | Женско становништво са 3 и више година                                                           | 23378    |
| 7   | Становништво са 5 и више година                                                                  | 43598    |
| 8   | Мушко становништво са 5 и више година                                                            | 21187    |
| 9   | Женско становништво са 5 и више година                                                           | 22411    |
| 10  | Становништво са 12 и више година                                                                 | 36577    |
| 11  | Мушко становништво са 12 и више година                                                           | 17649    |
| 12  | Женско становништво са 12 и више година                                                          | 18928    |
| 13  | Становништво са 15 и више година                                                                 | 33731    |
| 14  | Мушко становништво са 15 и више година                                                           | 16231    |
| 15  | Женско становништво са 15 и више година                                                          | 17500    |
| 16  | Становништво са 18 и више година                                                                 | 30644    |
| 17  | Мушко становништво са 18 и више година                                                           | 14696    |
| 18  | Женско становништво са 18 и више година                                                          | 15948    |
| 19  | Становништво од 3 до 5 година                                                                    | 3049     |
| 20  | Мушко становништво од 3 до 5 година                                                              | 1607     |
| 21  | Женско становништво од 3 до 5 година                                                             | 1442     |
| 22  | Становништво од 6 до 11 година                                                                   | 6029     |
| 23  | Мушко становништво од 6 до 11 година                                                             | 3021     |
| 24  | Женско становништво од 6 до 11 година                                                            | 3008     |
| 25  | Становништво од 8 до 14 година                                                                   | 6883     |
| 26  | Мушко становништво од 8 до 14 година                                                             | 3414     |
| 27  | Женско становништво од 8 до 14 година                                                            | 3469     |
| 28  | Становништво од 12 до 14 година                                                                  | 2846     |
| 29  | Мушко становништво од 12 до 14 година                                                            | 1418     |
| 30  | Женско становништво од 12 до 14 година                                                           | 1428     |
| 31  | Становништво од 15 до 17 година                                                                  | 3087     |
| 32  | Мушко становништво од 15 до 17 година                                                            | 1535     |
| 33  | Женско становништво од 15 до 17 година                                                           | 1552     |
| 34  | Становништво од 18 до 24 године                                                                  | 6236     |
| 35  | Мушко становништво од 18 до 24 године                                                            | 3050     |
| 36  | Женско становништво од 18 до 24 године                                                           | 3186     |
| 37  | Женско становништво од 15 до 49 година                                                           | 13656    |
| 38  | Становништво са 60 и више година                                                                 | 3855     |
| 39  | Мушко становништво са 60 и више година                                                           | 1891     |
| 40  | Женско становништво са 60 и више година                                                          | 1964     |
| 41  | Однос између мушкараца и жена                                                                    | 95.9     |
| 42  | Становништво од нуле до 14 година                                                                | 14827    |
| 43  | Становништво од 15 до 64 године                                                                  | 31050    |
| 44  | Становништво од 65 година и више                                                                 | 2681     |
| 45  | Просечан број деце                                                                               | 2.34     |
| 46  | Становништво рођено у ентитету                                                                   | 41642    |
| 47  | Мушко становништво рођено у ентитету                                                             | 20283    |
| 48  | Женско становништво рођено у ентитету                                                            | 21359    |
| 49  | Становништво рођено у другом ентитету                                                            | 6384     |
| 50  | Мушко становништво рођено у другом ентитету                                                      | 3187     |
| 51  | Женско становништво рођено у другом ентитету                                                     | 3197     |
| 52  | Становништво од 5 година и више резидентно у ентитету у јуну 2005. године                        | 41081    |
| 53  | Мушко становништво старосног доба од 5 година и више, резидентно у ентитету у јуну 2005. године  | 19830    |
| 54  | Женско становништво старосног доба од 5 и више година, резидентно у ентитету у јуну 2005. године | 21251    |
| 55  | Становништво од 5 година и више које је живело у другом ентитету у јуну 2005. године             | 1673     |
| 56  | Мушко становништво старије од 5 година које је живело у другом ентитету у јуну 2005. године      | 833      |
| 57  | Женско становништво старије од 5 година које је живело у другом ентитету у јуну 2005. године     | 840      |
| 58  | Становништво од 3 године и више које говори аутохтони језик                                      | 466      |
| 59  | Мушко становништво старо 3 године и више које говори аутохтони језик                             | 260      |
| 60  | Женско становништво старо 3 године и више које говори аутохтони језик                            | 206      |
| 61  | Становништво од 3 године и више које говори аутохтони језик и не говори шпански језик            | 13       |
| 62  | Мушко становништво старо 3 године и више које говори аутохтони језик и не говори шпански         | 9        |
| 63  | Женско становништво старо 3 године и више које говори аутохтони језик и не говори шпански језик  | 4        |
| 64  | Становништво старо 3 године и више које говори аутохтони језик и шпански                         | 396      |
| 65  | Мушко становништво старо 3 године и више које говори аутохтони језик и шпански                   | 223      |
| 66  | Женско становништво старо 3 године и више које говори аутохтони језик и шпански                  | 173      |
| 67  | Становништво од 5 година и више које говори аутохтони језик                                      | 456      |
| 68  | Становништво од 5 година и више које говори аутохтони језик и не говори шпански језик            | 11       |
| 69  | Становништво од 5 година и више које говори аутохтони језик и говори шпански језик               | 389      |
| 70  | Становништво у домородачким домаћинствима                                                        | 779      |
| 71  | Становништво са ограничењима у активностима                                                      | 1616     |
| 72  | Становништво са ограниченим ходањем или кретањем, горе или доле                                  | 774      |
| 73  | Становници са ограничењима вида, чак и уз кориштење сочива                                       | 475      |
| 74  | Становништво са ограничењима говора, комуникације или конверзације                               | 148      |
| 75  | Становништво са ограниченим слухом                                                               | 175      |
| 76  | Становништво са ограничењима при одевању, купању или јелу                                        | 79       |
| 77  | Становништво са ограничењима у опажању или учењу једноставних ствари                             | 94       |
| 78  | Становништво са менталним ограничењима                                                           | 193      |
| 79  | Становништво без ограничења активности                                                           | 46887    |
| 80  | Становништво од 3 до 5 година које не похађа школу                                               | 1338     |
| 81  | Мушко становништво од 3 до 5 година које не похађа школу                                         | 733      |
| 82  | Женско становништво од 3 до 5 година које не похађа школу                                        | 605      |
| 83  | Становништво од 6 до 11 година које не похађа школу                                              | 102      |
| 84  | Мушко становништво од 6 до 11 година које не похађа школу                                        | 50       |
| 85  | Женско становништво од 6 до 11 година које не похађа школу                                       | 52       |
| 86  | Становништво од 12 до 14 година које не похађа школу                                             | 159      |
| 87  | Мушко становништво од 12 до 14 година које не похађа школу                                       | 108      |
| 88  | Женско становништво од 12 до 14 година које не похађа школу                                      | 51       |
| 89  | Становништво од 15 до 17 година похађа школу                                                     | 2335     |
| 90  | Мушко становништво од 15 до 17 година похађа школу                                               | 1104     |
| 91  | Женско становништво између 15 и 17 година живота у школи                                         | 1231     |
| 92  | Становништво од 18 до 24 године похађа школу                                                     | 2086     |
| 93  | Мушко становништво од 18 до 24 године похађа школу                                               | 976      |
| 94  | Женско становништво од 18 до 24 године похађа школу                                              | 1110     |
| 95  | Становништво од 8 до 14 година које не може да чита и пише                                       | 110      |
| 96  | Мушко становништво старосног доба од 8 до 14 година које не може да чита и пише                  | 66       |
| 97  | Женско становништво старосног доби од 8 до 14 година које не може да чита и пише                 | 44       |
| 98  | Становништво од 15 година и више које је неписмено                                               | 1281     |
| 99  | Мушко становништво од 15 година и више које је неписмено                                         | 677      |
| 100 | Женско становништво од 15 година и више које је неписмено                                        | 604      |
| 101 | Становништво старо 15 и више година без школовања                                                | 1605     |
| 102 | Мушко становништво старо 15 и више година без школовања                                          | 889      |
| 103 | Женско становништво старо 15 и више година без школовања                                         | 716      |
| 104 | Становништво старосног доба 15 и више година са непотпуним основним образовањем                  | 3887     |
| 105 | Мушко становништво старосног доба од 15 година и више са непотпуном основним образовањем         | 2015     |
| 106 | Женско становништво старосног доба 15 и више година са непотпуном основним образовањем           | 1872     |
| 107 | Становништво старо 15 и више година са комплетним основним образовањем                           | 3750     |
| 108 | Мушко становништво старо 15 година и више са комплетним основним образовањем                     | 1955     |
| 109 | Женско становништво старо 15 и више година са комплетним основним образовањем                    | 1795     |
| 110 | Становништво старосног доба 15 и више година са непотпуним средњим образовањем                   | 1946     |
| 111 | Мушко становништво старосног доба од 15 година и више са непотпуним средњим образовањем          | 1102     |
| 112 | Женско становништво старосног доба од 15 година и више са непотпуним средњим образовањем         | 844      |
| 113 | Становништво старо 15 и више година са пуним секундарном образовањем                             | 7922     |
| 114 | Мушко становништво старосног доба од 15 година и више са пуним секундарном образовањем           | 3751     |
| 115 | Женско становништво старосног доба од 15 година и више са пуним секундарном образовањем          | 4171     |
| 116 | Становништво старије од 18 година са постосновним образовањем                                    | 13284    |
| 117 | Мушко становништво старије од 18 година са постосновним образовањем                              | 5951     |
| 118 | Женско становништво старије од 18 година са постосновним образовањем                             | 7333     |
| 119 | Просечна оцена школовања                                                                         | 9.41     |
| 120 | Просечан ниво образовања мушке популације                                                        | 9.12     |
| 121 | Просечан ниво образовања женског становништва                                                    | 9.67     |
| 122 | Економски активно становништво                                                                   | 19092    |
| 123 | Економски активна мушка популација                                                               | 12677    |
| 124 | Економски активна женска популација                                                              | 6415     |
| 125 | Становништво које није економски активно                                                         | 17390    |
| 126 | Мушко становништво које није економски активно                                                   | 4915     |
| 127 | Женско становништво које није економски активно                                                  | 12475    |
| 128 | Запослено становништво                                                                           | 18639    |
| 129 | Запослено мушко становништво                                                                     | 12308    |
| 130 | Запослено женско становништво                                                                    | 6331     |
| 131 | Незапослена популација                                                                           | 453      |
| 132 | Незапослена мушка популација                                                                     | 369      |
| 133 | Незапослена женска популација                                                                    | 84       |
| 134 | Становништво без права на здравствене услуге                                                     | 11172    |
| 135 | Становништво које има право на здравствене услуге                                                | 37364    |
| 136 | Становништво које има право на ИМСС                                                              | 17732    |
| 137 | Становништво које има право на социјално осигурање                                               | 5931     |
| 138 | Становништво које има право на државно социјално осигурање                                       | 383      |
| 139 | Становништво које има право на опште осигурање или здравствено осигурање за нову генерацију      | 13744    |
| 140 | Становништво које је било једном или није било у браку током 12 година и више                    | 12374    |
| 141 | Венчано или уједињено становништво од 12 година и више                                           | 20971    |
| 142 | Становништво које је било у браку или уједињено 12 година и више                                 | 3201     |
| 143 | Становништво са католичком религијом                                                             | 43547    |
| 144 | Протестанти, еванђелисти и библијски следбеници различити од еванђелиста                         | 3230     |
| 145 | Становништво са другим религијама различитим од претходних                                       | 19       |
| 146 | Становништво без религије                                                                        | 1637     |
| 147 | Укупно пописаних домаћинства                                                                     | 12774    |
| 148 | Пописна домаћинства на челу са мушкарцима                                                        | 9740     |
| 149 | Пописна домаћинства на челу са женама                                                            | 3034     |
| 150 | Становништво у пописним домаћинствима                                                            | 48451    |
| 151 | Становништво у пописним домаћинствима на челу са мушкарцима                                      | 38386    |
| 152 | Становништво у пописним домаћинствима на челу са женама                                          | 10065    |
| 153 | Укупно домаћинстава                                                                              | 16595    |
| 154 | Укупно насељених домаћинстава                                                                    | 12971    |
| 155 | Укупно приватних кућа                                                                            | 16398    |
| 156 | Насељени приватни домови                                                                         | 12774    |
| 157 | Укупно насељених приватних кућа                                                                  | 12952    |
| 158 | Ненасељене приватне куће                                                                         | 3008     |
| 159 | Појединачна домаћинства за привремену употребу                                                   | 616      |
| 160 | Становници у насељеним приватним кућама                                                          | 48451    |
| 161 | Насељеност станара у приватним становима                                                         | 3.79     |
| 162 | Просечно становника по соби у приватним насељеним домаћинствима                                  | 0.94     |
| 163 | Појединачна домаћинства са подовима од различитих материјала од земље                            | 12537    |
| 164 | Појединачна домаћинства у приземљу                                                               | 212      |
| 165 | Појединачна домаћинства са једном спаваћом собом                                                 | 3384     |
| 166 | Појединачна домаћинства са две спаваће собе и више                                               | 9370     |
| 167 | Појединачна домаћинства са једним собом                                                          | 430      |
| 168 | Појединачна домаћинства са две собе                                                              | 1496     |
| 169 | Појединачна домаћинства са 3 собе и више                                                         | 10823    |
| 170 | Појединачна домаћинства која имају електрично светло                                             | 12681    |
| 171 | Појединачна домаћинства која немају електрично светло                                            | 73       |
| 172 | Појединачна домаћинства која имају водоводну воду у стамбеном простору                           | 12450    |
| 173 | Појединачна домаћинства која немају водоводну воду у стамбеном простору                          | 298      |
| 174 | Појединачна домаћинства која имају тоалет                                                        | 12609    |
| 175 | Појединачна домаћинства која имају канализацију                                                  | 12613    |
| 176 | Појединачна домаћинства која немају канализацију                                                 | 131      |
| 177 | Појединачна домаћинства која имају електрично светло, довод воде из јавне мреже и канализацију   | 12309    |
| 178 | Појединачна домаћинства без икаквих услова                                                       | 92       |
| 179 | Појединачна домаћинства која имају радио                                                         | 9505     |
| 180 | Појединачна домаћинства која имају телевизор                                                     | 12345    |
| 181 | Појединачна домаћинства која имају фрижидер                                                      | 11743    |
| 182 | Појединачна домаћинства која имају машину за веш                                                 | 9944     |
| 183 | Појединачна домаћинства која имају аутомобил или комби                                           | 7357     |
| 184 | Појединачна домаћинства која имају рачунар                                                       | 4308     |
| 185 | Појединачна домаћинства која имају фиксну телефонску линију                                      | 6362     |
| 186 | Појединачна домаћинства која имају мобилни телефон                                               | 9879     |
| 187 | Појединачна домаћинства која имају приступ интернету                                             | 3051     |